# Sabana Perdida
Sabana Perdida es uno de los sectores más grandes de  Santo Domingo Norte. Con una población estimada de más de 200 mil habitantes distribuidos en 80 barrios y 20 urbanizaciones o residenciales.

## Historia
Sabana Perdida ha sido históricamente un asentamiento de personas desplazadas desde la colonización española y la posterior fundación de las villas de Monte Plata y Bayaguana. Era el lugar predilecto donde los esclavos que lograban escapar del yugo de sus amos iban a asentarse, siendo su población hasta inicios del siglo XX, predominantemente negra.
Se cree que el nombre de "sabana perdida" se debe a que es una extensa llanura que en su momento estuvo repleta de árboles y tan aislada que se consideraba "perdida". En 1907 mediante la ley 48-03 se crearon oficialmente los municipios de La Victoria, Monte Plata y Guerra, para ese entonces Sabana Perdida pertenecía a estos como un "sector rural" y posteriormente pasaría a pertenecer al municipio de Villa Mella mediante la ley 125 de 1939.
Para este entonces el dictador Rafael Leónidas Trujillo poseía una increíble cantidad de tierra en toda la zona de lo que hoy es Santo Domingo Norte la cual utilizaba como finca y campo de pastoreo para sus reses, los primeros pobladores se asentaron en el paraje "Marañón".
Este panorama iría cambiando con el pasar del tiempo y la expansión de Santo Domingo pasando a ser un enorme barrio marginado donde se aglomeraban algunas de las masas más pobres que habían emigrado del campo a la ciudad en busca de mejor vida desde principio de 1970.

### Zona de desplazados
Hasta principios de los años 1970 el panorama de Sabana Perdida continuaba siendo rural, sin embargo con el desarrollo urbanístico del casco urbano de la ciudad de Santo Domingo impulsado durante el primer gobierno de Joaquín Balaguer, el gobierno se vio en la necesidad de movilizar a cientos de miles de personas para dar curso a las obras de infraestructura y modernización que desarrollaba, la mayoría de estas personas llegaron hasta Sabana Perdida expandiendo sus límites y creando las comunidades de "La Barquita", "La Javilla", "Lorezin", "Lomo Caliente" y "Campechito".
Además en esta misma época se vivían grandes cambios, con el inicio de un gran éxodo de personas que se movilizaban de los campos hacia "la capital" en busca de mejores oportunidades, lo cuán influiría de forma importante en el crecimiento de Sabana Perdida y sus zonas aledañas.
Debido al gran crecimiento poblacional que recibió esta zona el gobierno de Joaquín Balaguer decidió construir diversas obras y sectores en esta comunidad, se destaca la hoy Avenida Jacobo Majluta y el barrio "Lotes y Servicios", posteriormente construrían los barrios Invi, Sabana Centro, Enriquillo, Villa Blanca, El Milloncito y Los Barrancones, este último barrio se construyó para los damnificados del Huracán David de 1979.

### Municipio
En el Senado de la República Dominicana descansa un proyecto de ley que propone la designación de Sabana Perdida como un municipio, sin embargo el referido proyecto no ha sido aprobado.

### Pobreza, marginalidad y violencia
A lo largo del tiempo Sabana Perdida ha aglomerado a una importante masa pobre que se alojó en los extremos de la ciudad de Santo Domingo, para 1985 solo el 30% de su población poseía ingresos formales, el restante 70% vivía del "chiripeo" (ingresos informales por cualquier tipo de actividad intermitente). Actualmente la mayoría de los barrios de Sabana Perdida poseen calles asfaltadas, sin embargo, la mayoría se encuentran en condiciones deplorables.
El acceso a agua potable, drenaje sanitario, recogida de basura y electricidad es severamente deficiente llegando a ser nulo en algunos puntos, lo que genera  un importante atraso en esta demarcación y problemas graves de salud pública.
La inseguridad y violencia en esta comunidad es un problema grave, siendo uno de los más serios en todo el país. Del 37% de las muertes violentas que se producen en el gran Santo Domingo (Santo Domingo Norte, Santo Domingo Este y Distrito Nacional) un 20% pertenece a Sabana Perdida para un total de casi dos muertos por día según la procuraduría fiscal de la provincia de Santo Domingo Norte, sin embargo no existen datos oficiales de los demás actos de violencia y robo que azotan a la población. A lo largo de más de 40 años el apoyo de las autoridades del gobierno central y el gobierno local han sido prácticamente nulas en todos los sentidos, lo que mantiene a Sabana Perdida sumergida en un bucle de abandono,violencia, desigualdad y pobreza.
Comunitarios y organizaciones sociales y religiosas de la zona mantienen constantes esfuerzos por orientar a los jóvenes a alejarse de la violencia que impera en esta zona, realizando una importante labor preventiva y de rescate.

### Transporte
El Teleférico de Santo Domingo conectó directamente la comunidad de Sabana Perdida con el Metro de Santo Domingo en un intento por dinamizar la economía de la zona y facilitar la movilización de sus habitantes hacia el centro de la ciudad.